# Let Go (에이브릴 라빈의 음반)
[[분류:알 수 없는 매개변수가 있는 틀:싱글
Let go는 프랑스계 캐나다인 싱어송라이터 에이브릴 라빈의 데뷔 음반으로, 2002년 6월 4일 발매되었다. 아리스타 레코드와 계악 한 후 1년 동안 라빈은 음악적 방향성에 대한 견해 차이를 겪었다. 라빈은 LA로 이사 후 초기 음악들을 녹음을 했다. 프로덕션 팀 The Matrix와 함께 작업했는데, 그 팀은 앨범에 대한 라빈의 시각을 잘 이해 해줬다고 한다.
2002년 발매된 Let go는 그 해 가장 큰 성공을 거둔 데뷔 앨범 이었다. 대부분의 비평도 긍정적 이었다. 다만 라빈이 쓴 곡들에 대한 비판도 함께 있었다. 미국에서는 발매 후 600만장이 판매되었다. 고향 캐나다에서도 큰 성공을 거뒀는데, 캐나다 음반산업협회에서는 100만장의 판매량을 인증을 했다. 또한 세계 여러 나라에서 100만장 이상의 판매고를 올렸다.
2008년 5월에 Let go는 전 세계 1,700만장이 판매되었다. 빌보드 메거진에 의하면 이 앨범은 10년 동안 가장 많이 팔린 앨범 순위 중 21위를 차지했다. ‘롤링스톤’지에서 독자들을 상대로 실시한 2000대 최고의 앨범을 묻는 설문조사에서 Let go는 4위를 차지했다.
2013년 4월 18일 let go는 라빈의 2번째 앨범 Under My Skin과의 합본판이 발매되었다.

## 배경
2000년 11월 안토니오 L.A. 레이드가 CEO로 있던 아리스타와 계약 후, 라빈은 레이드의 도움으로 뉴욕에서 생활하게 되었다. 그곳에서 유명 작곡가, 프로듀서들과 데뷔 앨범 작업을 시작하게 되었다. 6달동안 라빈은 이전 아리스타와 함께 작업했었던 공동 작곡가 두 명과 음반작을 하게 되었다. 이때 레이드는 라빈에게 포크송을 기대했는데, 이는 라빈이 오디션을 볼 때 ‘발라드’와 “새로운 컨트리”류의 노래를 불렸기 때문이었다. 그러나 이 작업은 실패로 끝난다. 왜냐하면 “기타 락에 재미를 맛본” 라빈 때문이었다. 1년 동안 아무런 작업이 없었기에 라빈과 아리스타와의 계약은 거의 끝날 뻔 했다. 아리스타는 다른 작곡가가 쓴 라빈의 노래들로 앨범을 발매하려 했지만 라빈이 거부했다. 라빈은 자신이 직접 쓴 노래를 원했기 때문이었다.
라빈은 LA로 가게 되었고, 그곳에서 작곡가이자 프로듀서였던 클리프 매그니스와 협력하게 되었다. 그는 라빈에게 작곡과정을 가르쳤다. 라빈과 매그니스는 “Losing grip” 과 “Unwanted”를 함께 작곡했다. 이 곡들은 앨범전체에 대한 라빈의 시각을 반영한 곡들이라 여겨진다. 그러나 아리스타는 헤비-기타 소리가 잔득 들어간 라빈의 이 노래에 별다른 관심이 없었다. 그래서 아리스타는 그들의 요구에 맞춰 줄 다른 프로듀서들을 찾게 되었다.
라빈이 아리스타와 계약한 2년째, 무명이였던 라빈은 프로덕션 팀 매트릭스의 관심을 받게된다. 그때까지 아리스타는 라빈에게 맞는 프로듀서를 찾지 못했기 때문에 매트릭스의 매니저 샌디 로버튼은 라빈과 같이 작업할 것을 제안한다. “한 며칠 동안 매트릭스 팀과 라빈이 같이 놀게 놔둬보는 건 어때요?” 멤버인 로렌 크리스티에 따르면 라빈의 초기 노래들은 ‘페이스 힐'(미국의 컨츄리 가수)같은 느낌 이었다고 한다. 곧 매트릭스 팀은 라빈을 스튜디오에 초대했고, 거기서 매트릭스는 라빈의 음악적 방향성이 그녀의 이미지, 행동과는 맞지 않다는 걸 느꼈다. 약 한 시간 동안 라빈과의 대화 후“우리는 라빈이 ‘뭘 어떻게 해야 할지 아직 모르고, 만족도 못하고 있다는 것’에 만족했다.” 매트릭스 팀은 라빈 앞에서 ‘페이스 힐’풍으로 라빈의 노래를 연주했다. 이러한 방향의 노래가 아리스타가 라빈의 노래에 원하는 것 이였기 때문이기도 했다. 하지만 라빈은 이 노래를 거부 했는데, 라빈이 말하길 그녀는 펑크-락 성향의 음악을 원했기 때문이란다. 라빈은 매트릭스 팀에게 자신이 녹음한 노래 중 정말 아낀다는 노래를 들려줬는데, 이 노래는 락 밴드 System of a down의 노래 같았다고 한다. 운 좋게도 매트릭스 멤버 중에는 팀이 구성되기 전에 ‘팝-락’류의 프로젝트를 해본 멤버가 있었다. 그래서 매트릭스 팀은 이 노래를 들은 후 라빈이 어떤 노래를, 뭘 어떻게 하고 싶은 지를 정확히 이해했다고 한다. 그 후 라빈에게 몇 일 후에 다시오라 이르고, 그날 오후 동안 “Falling down”이라는 노래와 훗날 “Complicated”라 불릴 곡의 초기버전을 작곡한다. (Falling down은 Sweet Home Alabama의 사운드 트랙에 포함) 몇 일 후 라빈이 다시 온 날, 이 노래들을 연주 했고, 이 노래들은 라빈이 나아가야 할 방향을 제시해 주었다.
라빈과의 계약의 책임자였던 조쉬 사루빈은 이 노래를 듣고는, 이 곡이 라빈에게 딱 맞는 노래라는 것을 알게 되었다고 한다. 아리스타의 CEO 레이드는 라빈과 매트릭스 팀이 제시한 음악성에 동의하며 “Compliceted”를 앨범의 리드 싱글로 설정했다. 레이드는 라빈을 매트릭스팀에게 돌려보내며, 팀에게 작곡과 제작에 대한 전권을 부여했다. 이 작업은 2개월 정도 소요되었다. 이 앨범의 원래 이름은 앨범 내의 한 노래의 제목과 같은 ‘Anything But Ordinary’였다. 하지만 라빈의 요구로 Let Go가 되었다.

## 작곡과 녹음
라빈은 매트릭스 팀과 함께 LA 교외에 위치한 ‘Decoy’ 스튜디오에서 녹음 작업을 했다. 또한 라빈은 뉴욕 스튜디오에서 프로듀서-작곡가인 ‘Curt Frasca’와 ‘Peter zizzo’와 작업을 같이하며 몇 곡을 녹음했다. 매트릭스 팀 멤버 ‘Scott Spocks’는 이 프로젝트의 주임 엔지니어였고, Tom Lord-Alge는 믹스를 담당했다. Spocks가 회상하길 라빈은 보통 한 곡당 5~6번 만에 녹음을 끝냈다고 한다. “최종 버전의 90%정도는 첫 번째나 두 번째 녹음에서 다 나왔었다” 매트릭스 팀은 코러스도 직접 작업했다.
싱어-송라이터로 팔리는 라빈에게 라빈 자신이 제작에 참여했다고 주장하는 곡들은 여전히 논란거리이다. 라빈은 자신이 이 앨범의 주 저작자라 주장하고있다. 라빈은 롤링스톤지와의 인터뷰에서 매트릭스 팀과 작업하는 동안, 녹음실에서 작곡을 하는 동안 팀의 멤버와 같이 작곡작업을 했을지 언정, 그건 파트, 가사, 멜로디 부분은 아니라고 주장했다. 라빈의 언급에 따르면 모든 가사는 그녀와 팀 멤버 크리스티가 썼다고 한다. 팀 멤버 그라함이 몇몇 기타 파트를 제안했는데 “괜찮네요, 예~ 좋아요, 이건 싫은데” 라고 했다고…. “앨범의 곡들 중 저에게서 나오지 않은 노래는 없습니다.”라고 주장했다.
반면 라빈의 주장에 매트릭스 팀은 다른 이야기를 한다. 라빈과 매트릭스 팀은 6개의 곡들을 제작했고 5개의 곡이 앨범에 수록되었는데, 그 중 “Complicated”, “Sk8ter Boi” 그리고 “I’m with You”은 매트릭스 팀이 대부분 작곡했다고 주장한다. 매트릭스 팀 멤버 크리스티는 “에이브릴이 한 일은 그저 여기 와서 멜로디 몇 마디 부르고, 가사 몇 소절 바꾼 것 그뿐입니다.” 이에 대해 아리스타의 CEO 레이드는 “아티스트를 위한 노래라면 전 그 노래를 누가 썼는지 상관 안합니다. 에이브릴은 그저 즐길 자유, 그녀 자신의 시각을 반영 해 줄만한 노래를 부를 자유가 있습니다. ….에이브릴은 오래전부터 그녀의 영감에 대한 자신감을 가지고 있습니다.”
라빈이 이 음반분야에 진입하기 위해서는 ‘팝송’이 필요했던 건 사실이지만, “Complicated”가 자신의 작곡능력, 그녀 자신을 반영하지 못한다고 여기고 있다. 비록 성공적인 데뷔에 몫을 단단히 해준 이 곡에 감사하고 있지만 말이다. 라빈은 “Losing Grip”을 더 좋아한다고 하는데 이는 “아티스트로서의 제 자신에게서 나온 곡이기 때문에 의미가 있다”라고 한다. 이 앨범을 작곡 할 때 라빈은 팝과 락의 영양을 받았기에, ‘Let Go’는 틴-팝, 얼터네이티브-락, 팝 펑크, 팝-락, 포스트-그런지 그리고 락 같은 여러 장르의 앨범으로 분류 된다.

## 수록곡
1. Losing Grip
2. Complicated(피파 2003에서 파블로 로차 믹스로 게임 사운드트랙 수록)
3. Sk8er Boi
4. I'm With You
5. Mobile
6. Unwanted
7. Tomorrow
8. Anything But Ordinary
9. Things I'll Never Say
10. My World
11. Nobody's Fool
12. Too Much To Ask
13. Naked
14. Why (일본판 보너스 트랙)